# Bernard (Bischof, St Davids)
Bernard (auch Bernardus; † 1148) war von 1115 bis zu seinem Tod 1148 Bischof von St Davids.

## Aufstieg zum Bischof
Bernard entstammte einer normannischen Familie, doch seine Herkunft ist ungeklärt. Er diente der englischen Königin Matilda als Kaplan und später auch als Kanzler. Am 18. September 1115 setzte König Heinrich I. gegen heftige Proteste der Claswyr, der teils weltlichen walisischen Kleriker am Bischofssitz, im Palast von Westminster Bernards Wahl zum Bischof der Diözese St Davids durch. Bernard wurde noch am selben Tag zum Priester geweiht und am folgenden Tag von Erzbischof Ralph d’Escures von Canterbury in Westminster Abbey zum Bischof geweiht.

## Bischof von St Davids

### Wirken als Bischof
Bernard war der erste normannische Bischof des walisischen Bistums. Er weilte jedoch weiterhin häufig am Königshof in England oder in der Normandie. Dennoch setzte er innerhalb seines Bistums eine Reihe von Reformen durch. Er teilte das Bistum in Archidiakonate und Dekanate auf, dabei ging er sensibel vor und übernahm die alten Königreiche Dyfed, Brycheiniog und Ceredigion als Gebiete für die Archidiakonate Dyfed, Brecon und Cardigan. Bei der Einteilung der Archidiakonate in Dekanate nahm er die Aufteilung der Commotes als Vorbild. Aus den walisischen Claswyr, die sich gegen seine Wahl zum Bischof gewehrt hatte, formte er mit Hilfe von normannischen Geistlichen ein reguläres Domkapitel. Während seiner Amtszeit wurden die Gebeine des David von Menevia entdeckt. Er nahm 1119 am dritten Konzil zu Reims teil und erreichte 1120, dass David von Menevia von Papst Calixt II. auch formal kanonisiert wurde. Die Heiligsprechung nutzte Bernard, als er den Erzbischof Wilhelm von Corbeil 1123 auf dessen Romreise begleitete. Bernard erhielt vom Papst ein Privileg für die Wallfahrt nach St Davids, nach dem zwei Wallfahrten nach St Davids den gleichen Stellenwert wie eine Romwallfahrt hätten. 1124 sicherte sich Bernard außerdem die Gebeine des Eremiten Cardagog Fynach in der Hoffnung, dass dieser ebenfalls heiliggesprochen würde. Dazu ließ Bernard die Kathedrale von St Davids ab 1131 ausbauen und erweitern.
Bernard ist der Gründer von Whitland Abbey. Außerdem gründete er vor 1127 das Augustinerstift in Carmarthen und förderte die Klöster von St Dogmael’s und Brecon.

### Scheitern als Metropolit von Wales
Nachdem 1118 der Machtkampf zwischen dem Erzbischof von York und dem Erzbischof von Canterbury um die Vorrangstellung über die englische Kirche neu ausgebrochen war, betrieb Bernard ab 1125 eine offensive Politik gegenüber den anderen beiden walisischen Bistümern Llandaff und Bangor. Er verteidigte nicht nur erfolgreich das geistliche Gebiet seines Bistums gegen den Versuch von Urban, dem Bischof von Llandaff, Ystrad Tywi, Gower und Kidwelly dem Bistum Llandaff zuzuschlagen, sondern setzte schließlich auch seinen Vorrang als Bischof von St Davids gegenüber dem Bischof von Llandaff durch. Sein Ziel, Metropolit von Wales zu werden, konnte er jedoch nicht verwirklichen. Dies widersprach dem Wunsch von Heinrich I., dass Primat des Erzbischofs von Canterbury auch auf Wales auszuweiten. Der Anspruch von St Davids wurde noch im März 1148 auf dem fünften Konzil zu Reims behandelt, worauf Papst Eugen III. im Laufe des Jahres endgültig eine Entscheidung treffen wollte. Bernard starb jedoch, bevor der Papst die Entscheidung getroffen hatte, und Theobald von Bec, der Erzbischof von Canterbury, entschied den Machtkampf für sich, indem er David FitzGerald als Bernards Nachfolger einsetzte.

### Rolle während des Bürgerkriegs
Während der Anarchy nach dem Tod von Heinrich I. in England unterstützte Bernard zunächst dessen Nachfolger Stephan von Blois als König. Ab 1140 wechselte er jedoch auf die Seiten der Kaiserin Matilda und bereitete ihr im März 1141 einen triumphalen Einzug in die Kathedrale von Winchester.